# Næringslivets Hovedorganisasjon
Næringslivets Hovedorganisasjon (NHO) är Norges största intresseorganisation för företag. Bara privata företag och statliga företag som arbetar under konkurrensvillkor kan bli medlemmar.

## Historia
NHO grundades 1 januari 1989, då de tre organisationerna Norsk Arbeidsgiverforening (N.A.F), Norges Industriforbund (NI) och Norges Håndverkerforbund (NH) beslutade att slå sig ihop. Före etableringen av NHO hade N.A.F huvudansvaret för arbetsgivarfunktionerna, medan NI och NH arbetade med näringspolitiska frågor. Den nya organisationen var från redan från början landsomfattende.
NHO har idag cirka 20 000 företag inom hantverk, industri, service och IT. Företagen utgör cirka 488 000 arbetsplatser och står för 40 procent av ekonomiskt värdeskapande i det privata näringslivet i Norge.